# Паперові солдати

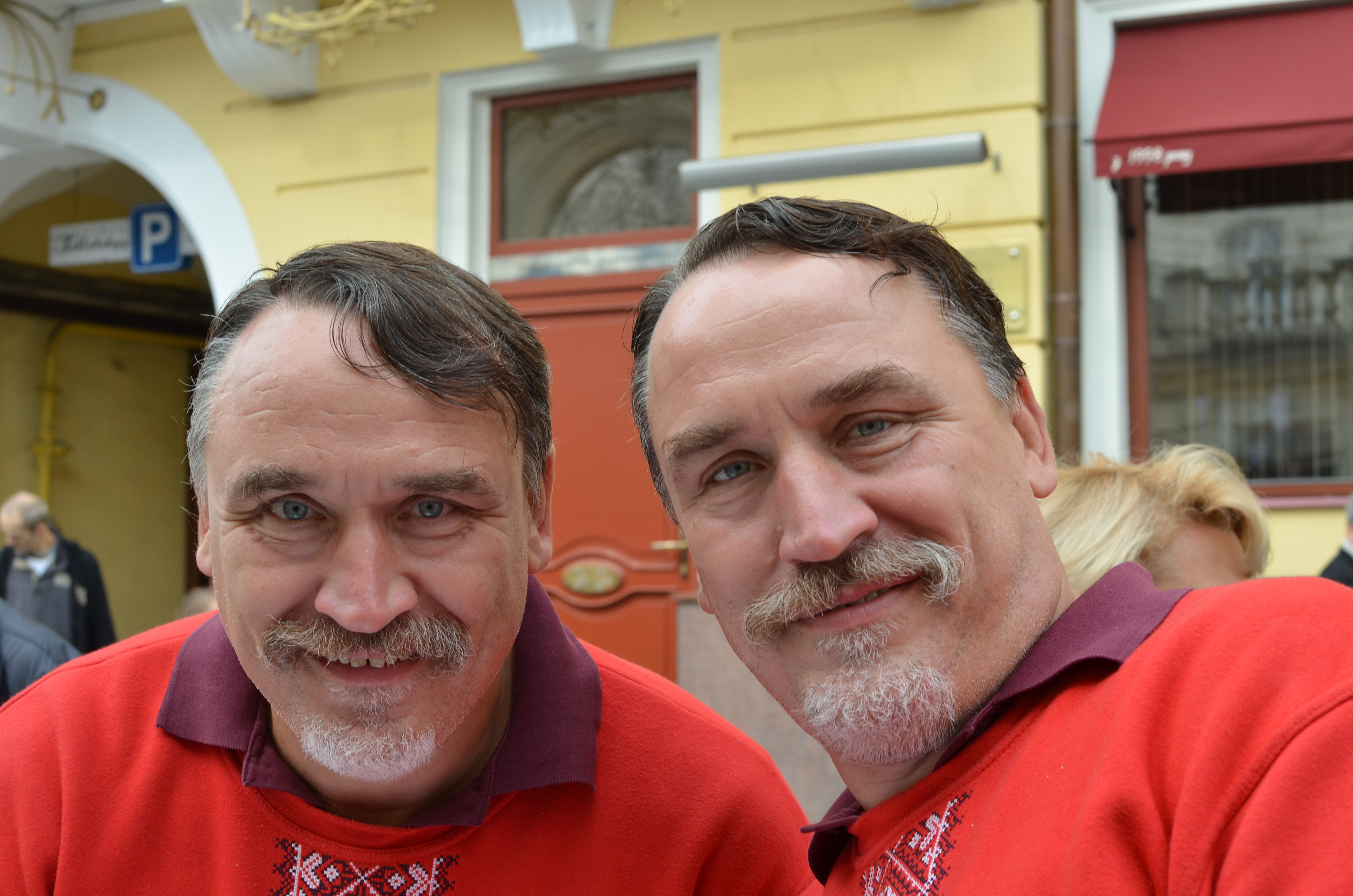
Віталій та Дмитро Капранови

«Паперові солдати» — історичний роман українських письменників та видавців Віталія та Дмитра Капранових, виданий у 2019 році видавництвом «Нора-Друк». Це дванадцята книга у творчому доробку авторів. Історія ґрунтується на реальних подіях.

## Благодійні ініціативи
В період презентації книги читачам брати Капранови організували благочинну акцію, в рамках якої подарували 1000 примірників книги «Паперові солдати» людям з інвалідністю. Проєкт був спрямований на поширення історії Ніла Хасевича, який навіть з інвалідністю продовжував воювати в лавах УПА.

## Головні герої

### Ніл Хасевич

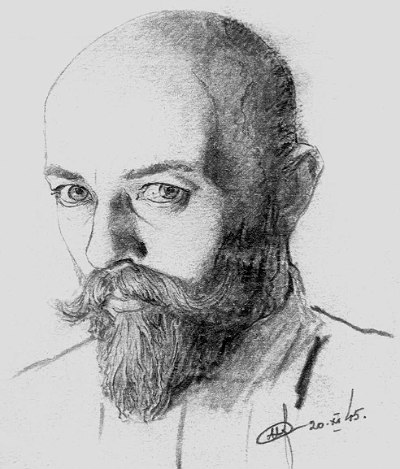
Автопортрет Ніла Хасевича

Митець народився 25 листопада 1905 року в селі Дюксин на Волині. Його батько був псаломником. Старші були українськими священниками: Анатолія закатували поляки поблизу Клевані, а Федір загинув в Сибіру. Ніл здобув освіту в духовній семінарії. Перші творчі доробки створював в іконописній майстерні. В 14 років став інвалідом: повертаючись із Рівного, на деражнянському залізничному переїзді вони з матір'ю потрапили під потяг — мати загинула, а Ніл, втративши ліву ногу, на все життя зостався калікою.
Після лікування він навчався в майстерні Василя Леня в Рівному. 1925 року склав екстерном іспит і здобув атестат Рівненської гімназії.
Хасевич був успішним митцем і міг спокійно жити з цього. Ніл Хасевич був активним громадським та політичним діячем, членом Волинського Українського об'єднання (з 1935 року). Був делегатом крайового з'їзду ВУО 1935 року в Луцьку. Був особисто знайомий зі Степаном Бандерою та іншими керівниками українського національного руху. Входив до центрального і крайового проводів ОУН, згодом став членом Української Головної Визвольної Ради (УГВР).

Існує дві версії загибелі Ніла Хасевича: смерть у бою з радянськими гебістами та самогубство.

Роботи Ніла Хасевича
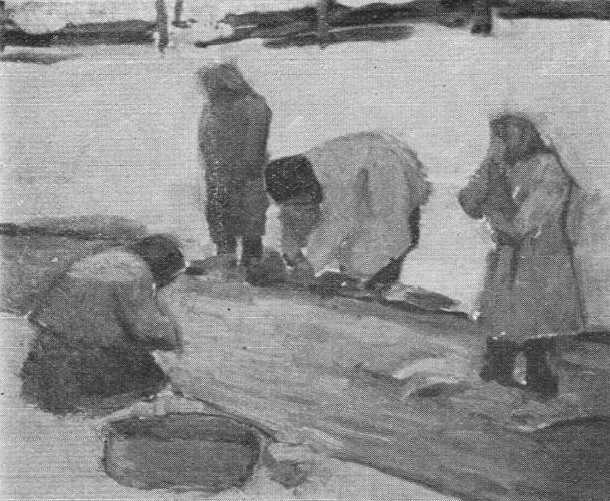
"Прання"
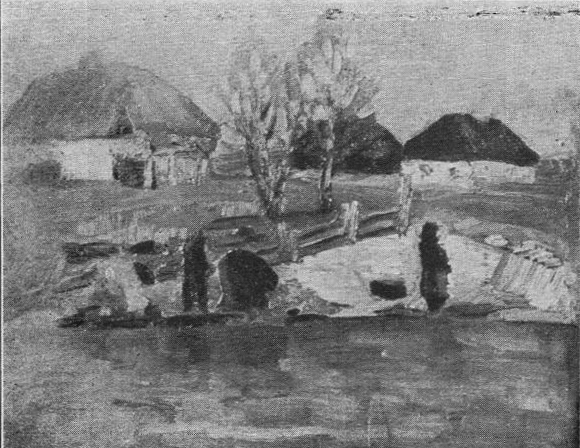
"Волинь"
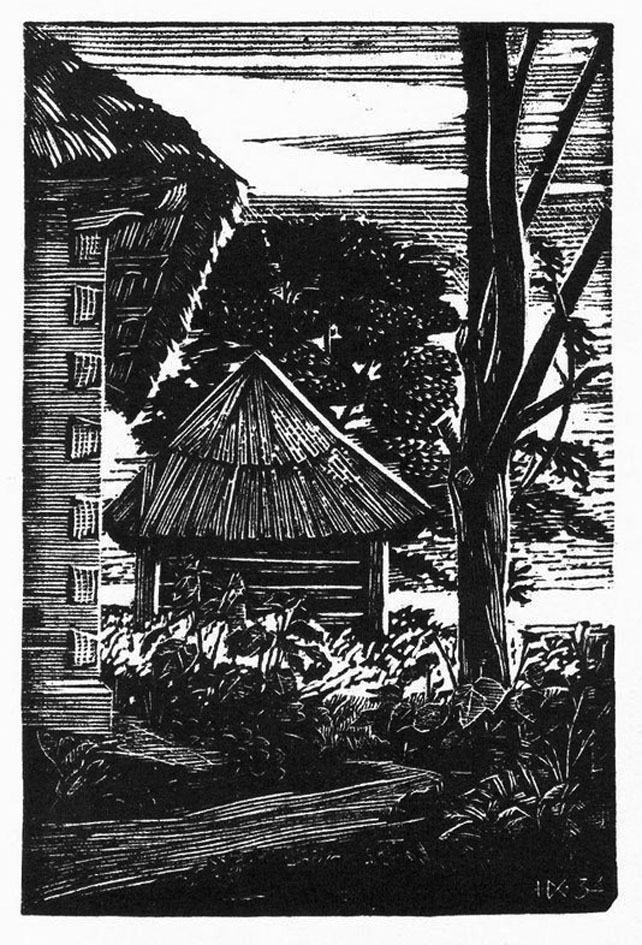
Дереворит

### Володимир (Білл) Титла
Володимир Титла народився 25 жовтня 1904 року в родині українських емігрантів. Батьки Петро та Марія Титли емігрували з містечка Підгайці, нині Тернопільської області.
Ще малим змальовував комікси. Під час хвороби, що прикувала хлопчину до ліжка на весь рік, малювання заповнило весь час. У 9 років на Мангеттені вперше побачив анімаційний фільм Вінзора Маккея — «Герті Динозавр», що змінило все його життя.
В 1934 році він вирушив до Голлівуду на студію Волта Діснея. Дуже швидко на його роботи звернули увагу й почали залучати до головних проєктів студії. Володимир Титла був серед аніматорів перших повнометражних мультфільмів — «Білосніжки й семеро гномів», «Піноккіо».
На початку 1943 року Володимир звільнився зі студії, про що шкодував аж до смерті. Причиною цього була його участь у страйку працівників студії проти Волта у 1941 році (через економічну кризу Уолту Діснею довелось багатьох звільнити).
Він приєднався до страйкарів для підтримки друзів, і визнавав, що співчував їм, але не хотів робити чогось проти Уолта. Звільнився сам, бо відчував напруження в студії, а ще намагався перебратися з родиною на схід, через воєнну активність японців (ще в середині 30-х років Володимир придбав ферму у штаті Коннектикут).
Помер Володимир Титла на своїй фермі у штаті Коннектикут. Йому було 64 роки. В 1998-у  посмертно отримав нагороду «Діснеївські легенди».

## Історія створення

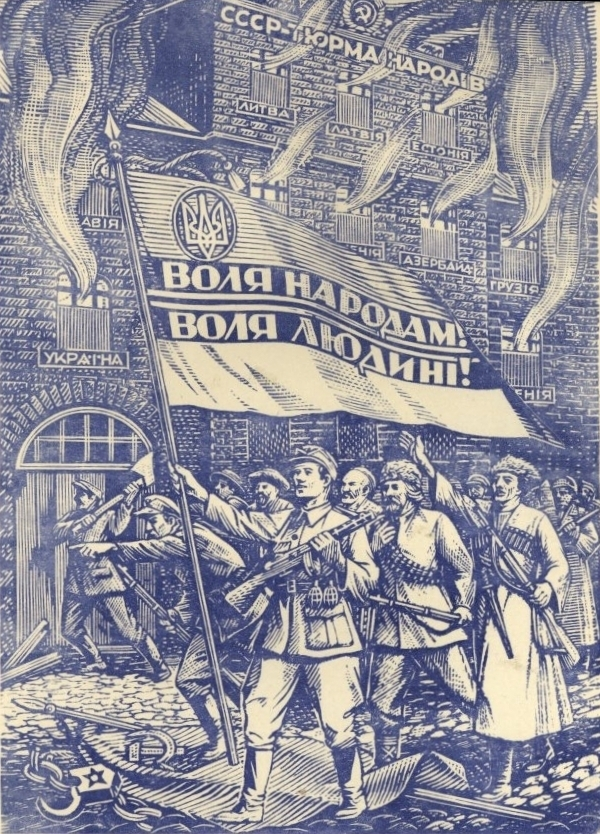
Дереворит «Воля народам, воля людині», Автор: Ніл Хасевич

Поштовхом до написання «Паперових солдатів» стало знайомство братів Капранових з біографією українського художника, графіка, активного громадського і політичного діяча, члена ОУН та УГВР Ніла Антоновича Хасевича.
«Довідавшись про Ніла Хасевича, ми зрозуміли, що він — справжній супергерой. Цей чоловік в надскладних умовах боровся проти наймогутнішої на той момент армії світу, таємної поліції, якою було МГБ. Ми не могли пройти повз такий сюжет. Хотілося зробити цікаву, сучасну, популярну книжку», — Віталій Капранов.
Щоб урівноважити сюжет автори обрали ще один образ, який кардинально відрізняється від попереднього.  Другим головним героєм став Володимир (Білл) Титла — головний художник студії Волта Діснея, який намалював «Білосніжку», «Піноккіо», «Дамбо». 

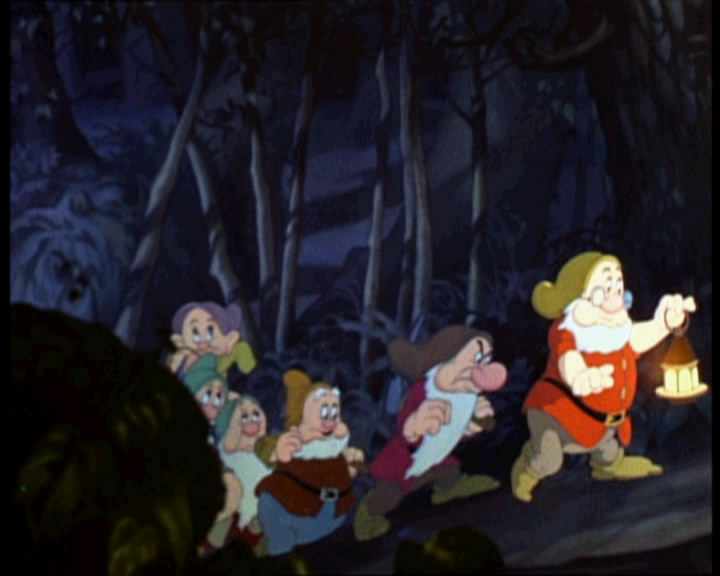
Кадр з мультфільму "Білосніжка і семеро гномів"
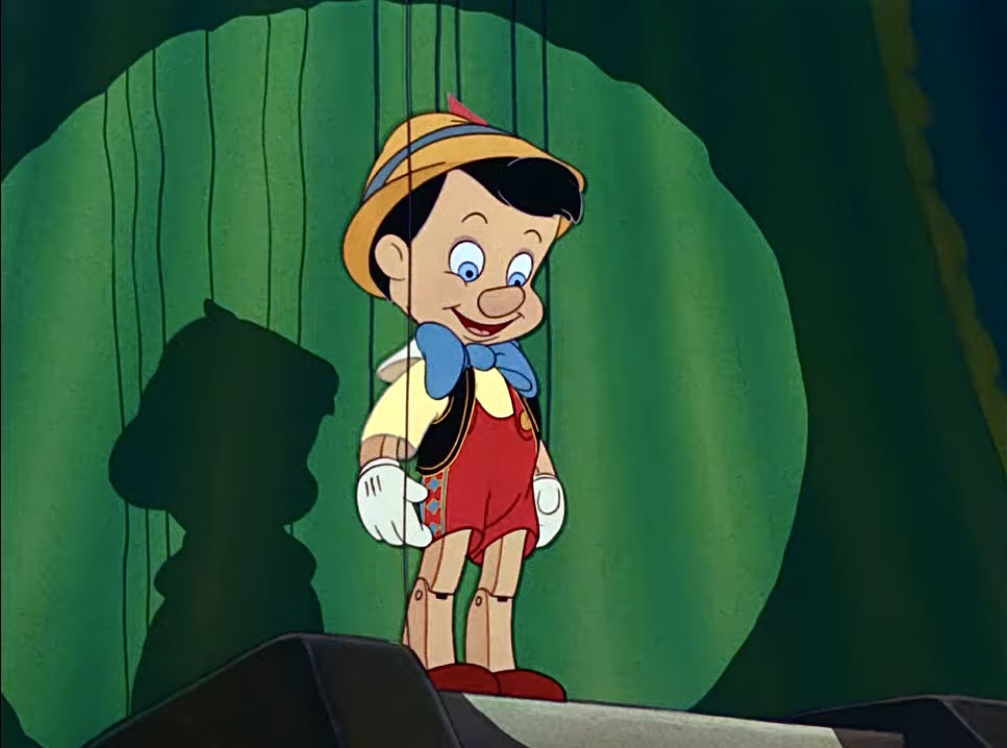
Кадр з мультфільму "Піноккіо"
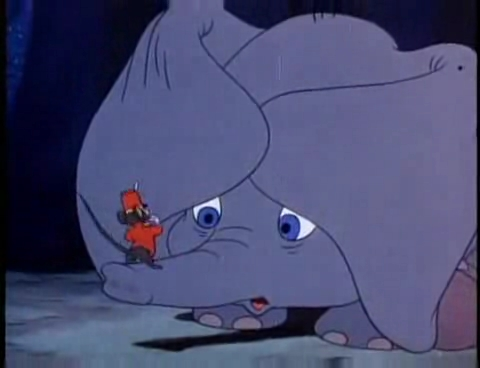
Кадр з мультфільму "Дамбо"

«Титла зацікавив нас як альтернативна доля, він був українцем за духом, говорив українською, ходив до недільної української школи, саме там його помітила одна з викладачок і почала навчати малювання. Звідти він пішов в училище промислового дизайну, а потім на кіностудію «Paramount», зрозумів, що не вміє малювати, і поїхав вчитися до Європи, — а саме у Варшавську школу мистецтв, де якраз навчався Ніл Хасевич», — зазначив Віталій Капранов.

## Сюжет
«Паперові солдати» — історія про двох митців, молодих українців, які одного разу випадково зустрілися у Варшаві в 1929 році. Їхні долі абсолютно різні, але любов до мистецтва та Батьківщини об'єднує їх.
Основна увага прикута до Ніла Хасевича — головного художника УПА, який ще в зовсім юному віці втратив ногу. Це не завадило йому до 1952 року протистояти радянському режиму та воювати у підпіллі. Через агітаційну діяльність його почала переслідувати влада. Ця історія покладена в основу сюжету.
Паралельно цій історії в книзі розповідають біографію Володимира Титли — успішного художника-мультиплікатора, який створив культових персонажів відомих мультфільмів.

В певний момент ці два персонажі зустрічаються під час навчання художнього мистецтва у Польщі. Саме там Ніл Хасевич отримує пропозицію розвитку кар'єри в США, але відмовляється, оскільки бачить своїм обов'язком боротися за Україну.
«Ми провели дві різні біографії, два різних життєвих шляхи, щоб читач зрозумів, що насправді у Хасевича був вибір і те, що він загинув за Україну, — це був його свідомий вибір», — зазначають брати Капранови.

## Цитати з твору
- «Ностальгія за тим, чого ніколи не бачив, — подумав Скочиляс. — Типовий випадок для творчої особистості».
- «Бо скільки разів художник не малював модель, йому не притлумити одвічних інстинктів, що тримають на світі людство. Інстинктів першотворчості, які врешті-решт народжують усі мистецтва».
- «Усі начальники однакові — щойно давши завдання, одразу вимагають результату».
- «Складна справа це малювання! Це тільки здається, що черканув олівцем, і все. А насправді зробити так, щоб різні лінії разом склалися у людину, то вже просто чаклунство».
- «Весілля — це великий клопіт, але й велике шоу».
- «Ідеальна конспірація — це могила, — саркастично посміхнувся Зот. — Причому без надгробка. Хто там всередині, що він зробив, чого хотів — ніхто не знає».Кадр з мультфільму «Дамбо»

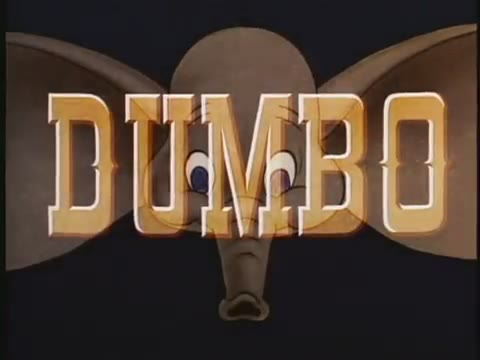
Кадр з мультфільму «Дамбо»

- «Розкішна зала готелю „Білтморт“ цього вечора сяяла, наче зоряне небо. Ще б пак — тут проходила одинадцята церемонія вручення нагород Кіноакадемії. Розкішні вбрання ретельно приховували вади фігур, а блискучі посмішки — таємні заздрощі та взаємну ненависть».

- « — Я малюю слоненятко. Маленьке слоненятко, яке всі дражнили через його великі вуха. — Але навіть для слона ці вуха завеликі. — Завеликі, — кивнув Титла. — Тому що вони призначені для того, щоб літати.».

## Реакція читачів
Загальна оцінка від читачів на ресурсі «Goodreads» — 4,45.